# Gora Markova
Gora Markova (englische Transkription von russisch Гора Маркова Gora Markowa) ist ein Berg im ostantarktischen Mac-Robertson-Land. Er ragt östlich der Hay Hills auf dem Mawson Escarpment auf.
Russische Wissenschaftler benannten ihn. Der Namensgeber ist nicht überliefert.